# دلیل عاشق شدن زنان
دلیل عاشق شدن زنان یا چرا زنان عاشق می‌شوند یا ما که نمی‌توانیم عاشق شویم (چینی: 不会恋爱的我们؛ انگلیسی: Why Women Love) مجموعه تلویزیونی چینی درام-عاشقانه به کاگردانی گائو کونگ‌کای و با بازی جینا جین، وانگ زی‌یی، پنگ یاکی، ژنگ میائو، هه زی‌یوان، وانگ ژنگ و وانگ شیوژو است. اولین قسمت این مجموعه، در ۸ فوریه ۲۰۲۲ از شبکه یوکو پخش شد.

## خلاصه داستان
گو جیاشین پسر یک تاجر موفق است. او در خارج از چین تحصیل کرده و بعداً به چین بازگشته است. اگرچه او با استعداد است، اما هرگز علاقه‌ای به ارث بردن کسب و کار خانوادگی نداشته است. با این حال، زندگی او پس از اینکه مادرش ترتیبی می‌دهد تا دستیار ژائو جیانگ‌یوئه شود، تغییر می‌کند. ژائو جیانگ‌یوئه زنی بالغ با شغلی موفق است. مادرش قصد داشت به گو جیاکشین اجازه دهد تا مدیریت کسب و کار و شرکت را از ژائو جیانگ‌یوئه بیاموزد. گو جیاکشین پس از همکاری با ژائو جیانگ‌یوئه، بین رویای خودش و آرزوی والدینش برای به ارث بردن کسب و کار خانوادگی سردرگم شد. اما در قلب کوچکش، هنوز رویای بزرگ رانندۀ مسابقه را در سر داشت. ژائو جیانگ‌یوئه با دانستن این موضوع، در واقع به گو جیاشین کمک کرد تا به رویای خود برسد. با گذشت زمان، رابطه آن‌ها به یک رابطۀ عاشقانه تبدیل شد. عشقی که در قلب آن‌ها جوانه زده بود، سرانجام توانست مرز سنی بین آن‌ها را بشکند.

## بازیگران

### اصلی
- جینا جین در نقش ژائو جیانگ‌یوئه
- وانگ زی‌یی در نقش گو جیاشین

### مکرر
- وانگ ژنگ در نقش ژانگ هائو
- وانگ شوانگ در نقش کیان جینگ‌جینگ